# Alligatoroidea
Alligatoroidea è una superfamiglia di coccodrilli evolutisi nel Cretaceo superiore, circa 83,5 milioni di anni fa (Campaniano). Cladisticamente, Alligatoroidea è un clade che comprende Alligator mississippiensis (l'alligatore del Mississippi) e tutti i coccodrilli più strettamente imparentati con A. mississippiensis che con Crocidylus niloticus (il coccodrillo del Nilo) o Gavialis gangeticus (il gaviale del Gange).